# Бурцев, Владимир Григорьевич
Владимир Григорьевич Бурцев (26 февраля 1922, деревня Коровино (ныне посёлок Солнцево, Солнцевский район), Курская губерния, РСФСР — 7 июля 1991, посёлок Солнцево, Солнцевский район, Курская область, РСФСР, СССР) — командир орудийного расчёта 1960-го артиллерийского истребительного Дембильского Краснознамённого ордена Кутузова полка (41-я отдельная истребительно-противотанковая артиллерийская бригада, 8-я гвардейская армия, 1-й Белорусский фронт), старший сержант, участник Великой Отечественной войны, кавалер ордена Славы трёх степеней.

## Биография
Родился 26 февраля 1922 года в деревне Коровино, ныне посёлок Солнцево Солнцевского района Курской области в семье рабочего. Русский. Окончил 7 классов и курсы механиков в Одессе в 1941 году, трудился на Солнцевском заводе до призыва в армию.
Призван в РККА в сентябре 1941 года Солнцевским РВК Курской области. В действующей армии Великой Отечественной войны с августа 1942 года и весь боевой путь прошёл в составе 1960-го истребительно-противотанкового артиллерийского полка, был дважды ранен.
Враг рвался к Москве, бросая в бой всё новые и новые части. Под городом Белёв наши войска вели ураганный огонь по гитлеровцам, прижали их к земле. Немцы были вынуждены залечь. Но в это время показались фашистские танки. Стреляя на полной скорости, они двигались на батарею Бурцева. Место выбывшего из строя наводчика занял Владимир Бурцев. Батарея стреляла до тех пор, пока фашисты не выдержали и повернули вспять.
Вскоре полк, в котором служил Бурцев, перебросили на Белорусский фронт. При форсировании Днепра артиллерия поддерживала десантников, вела массированный огонь по правому берегу, разрушала укрепления противника, обеспечивая тем самым продвижение наших войск.
Здесь, в боях за Белоруссию получил первую награду. В представлении к награде сказано: 

Наградить медалью «За отвагу» старшего сержанта БУРЦЕВА Владимира Григорьевича, командира орудия 1-й батареи 1960-й истребительно-противотанкового артиллерийского полка 41-й Отдельной истребительно-противотанковой артиллерийской бригады РГК, за то, что 17 октября 1943 года в районе деревни Щитцы Гомельской области под ожесточённым артиллерийским огнём противника, орудие тов. Бурцева форсировало реку Днепр и на расстоянии 3-х километров силами расчёта выкатывало орудие на огневую позицию, своевременно заняло боевой порядок. Тов. Бурцев под ожесточённым артиллерийским огнём, рискуя жизнью, презирая смерть действовал смело, решительно и мужественно показывая пример составу своего расчёта.— Из приказа о награждении медалью «За отвагу»
.
Приказом командира 1960-го иптап от 24 октября 1943 года Бурцев награждён медалью «За отвагу».
А свой первый орден солдатской славы старший сержант Бурцев получил за мужество и отвагу, проявленные в бою 8 января 1944 года. Командир орудийного расчёта 1960-го артиллерийского истребительно-противотанкового Демблинского Краснознамённого ордена Кутузова полка. Это было в десяти километрах юго-западнее деревни Озаричи (Гомельская область), где он поразил два станковых пулемёта, уничтожил 15 фашистских солдат и офицеров. Захватил вражеское орудие и из трофейного орудия произвёл 47 выстрелов.
Приказом по войскам Белорусского фронта от 9 февраля 1944 года старший сержант Бурцев Владимир Григорьевич награждён орденом Славы 3-й степени.
24 июня 1944 года в бою северо-западнее города Рогачёв Гомельская область орудийный расчёт под командованием Бурцева прямой наводкой подавил 6 огневых точек противника, вывел из строя 2 дзота и до взвода вражеской пехоты. При этом, сам уничтожил 17 солдат и 3-х взял в плен.
Приказом по войскам 3-й армии от 19 сентября 1944 года старший сержант Бурцев Владимир Григорьевич награждён орденом Славы 2-й степени.
14 января 1945 года при прорыве обороны противника в районе населённого пункта Мониохи (Польша) орудийный расчёт Бурцева уничтожил противотанковое орудие и 2 вражеских пулемёта.
17 января 1945 года в бою у населённого пункта Джевица (Польша) орудийный расчёт Бурцева препятствуя выходу врага из окружения, подбил танк и 2 бронетранспортёра противника. При этом командир расчёта Бурцев был ранен, но не покинул поля боя. На представление Бурцева к награде вышестоящими начальниками командующим артиллерии 8-й гвардейской армии генералом-лейтенантом Пожарским Н. М. и командующим артиллерией 1-го Белорусского фронта генералом-полковником Казаковым В. И. было дано заключение: «Достоин награждения орденом Славы I степени».
Указом Президиума Верховного Совета СССР от 24 марта 1945 года за образцовое выполнение боевых заданий командования на фронте борьбы с немецкими захватчиками и проявленные при этом доблесть и мужество Бурцев Владимир Григорьевич награждён орденом Славы 1-й степени.
Участвовал в Параде Победы 24 июня 1945 года в Москве.
Старшина Бурцев демобилизован в 1946 году. Вернулся на родину в Ржаву. Работал слесарем на железной дороге станции Солнцево, позже — станции Ржава. Награждён знаком отличия «Ударник коммунистического труда». За многолетний добросовестный труд отмечен знаком «Почётный железнодорожник». 9 мая 1985 года Владимир Григорьевич во второй раз принял участие в параде на Красной площади в Москве. Он шел в составе колонны ветеранов.
Скончался 7 июля 1991 года. Похоронен в посёлке Солнцево Солнцевский район Курская область.

## Награды
- Орден Отечественной войны I степени (11.03.1985)[10]

- Полный кавалер ордена Славы:
  - орден Славы I степени(24.3.1945)[11];
  - орден Славы II степени (19.9.1944)[12];
  - орден Славы III степени (9.02.1944)[13];
- медали, в том числе:
  - «За отвагу» (24.10.1943)[6];
  - «В ознаменование 100-летия со дня рождения Владимира Ильича Ленина» (6 апреля 1970)
  - «За победу над Германией в Великой Отечественной войне 1941—1945 гг.» (9 мая 1945[14])[15]
  - «За взятие Берлина» (9.6.1945)[16]
  - «За освобождение Варшавы» (9.6.1945)[17]
  - «20 лет Победы в Великой Отечественной войне 1941—1945 гг.» (7 мая 1965[18])
  - «30 лет Победы в Великой Отечественной войне 1941—1945 гг.»[19]
  - 40 лет Победы в Великой Отечественной войне 1941—1945 гг.[20]

- - «30 лет Советской Армии и Флота»[21]
  - «40 лет Вооружённых Сил СССР»[22]
  - «50 лет Вооружённых Сил СССР» (26 декабря 1967[23])
- Знак «25 лет победы в Великой Отечественной войне» (1970)
- Почётный железнодорожник (1970)

## Память
- На могиле установлен надгробный памятник
- Его имя увековечено в Главном Храме Вооружённых сил России, и навсегда запечатлено на мемориале «Дорога памяти»[24]